# Polizeipräsident
Der Polizeipräsident ist der Leiter einer polizeilichen Einrichtung oder eines Verbandes. Je nach Staat ist das Berufsbild unterschiedlich. In der Schweiz trägt der Leiter eines Polizeikorps den Titel Polizeikommandant.

## Deutschland
In Deutschland ist der Polizeipräsident (Abk. PP oder PPr) bei der deutschen Polizei der Behördenleiter eines Großverbandes der Polizei, meist eines Polizeipräsidiums. Polizeipräsident und Polizeivizepräsident sind in den meisten Bundesländern Amtsbezeichnungen in einigen Dienststellungen.
Polizeipräsidenten unterstehen letztlich dem Innenminister bzw. -senator des jeweiligen Landes. Hat ein Bundesland mehrere Polizeipräsidenten, so ist ihr unmittelbarer Vorgesetzter meist der Inspekteur der Polizei. Die Polizeiinspekteure fungieren in der Regel als Referatsleiter innerhalb des jeweiligen Landesinnenministeriums, so etwa in Rheinland-Pfalz. Alternativ kann ein Landespolizeipräsident als oberster Polizist eines Bundeslandes eingesetzt sein, wie bspw. in Bayern oder Sachsen. In Baden-Württemberg existieren beide Dienstposten, wobei der Landespolizeipräsident als Abteilungsleiter im Landeinnenministerium dem Inspekteur der Polizei vorgesetzt ist. Diesen beiden nachgeordnet sind in Baden-Württemberg der Landespolizeidirektor und der Landeskriminaldirektor, die jeweils die Aufgaben eines Referatsleiters wahrnehmen.
Die Ausprägung des Beamtenverhältnisses in den Bundesländern ist sehr unterschiedlich: In einigen sind sie Polizeivollzugsbeamte und tragen Uniform, in anderen sind sie Verwaltungsbeamte und tragen teilweise auch Uniform. Die Leiter der Polizeiverwaltungsämter, der Fortbildungseinrichtungen usw. sind in der Regel keine Polizeivollzugsbeamten. In Berlin wurde bis März 2021 die gesamte Landespolizei Der Polizeipräsident in Berlin genannt, da der Personalkörper sowie die Behörde als solches in dessen Namen (Auftrag) handelten, zum April 2021 wurde die Behörde in Polizei Berlin umbenannt.

### Aufgaben und Tätigkeiten
Polizeipräsidenten sind als Spitzenbeamte für alle Vorgänge in ihrem Zuständigkeitsbereich verantwortlich; sie sind oberster Repräsentant ihres Polizeipräsidiums. Sie sind meist auch Dienstvorgesetzter der ihnen unterstellten Beschäftigten, auf jeden Fall aber Vorgesetzter.
Neben den polizeilichen Tätigkeiten wie Lageerhebung, Analyse und Koordination der Dienststellen gehören vor allem Verwaltungstätigkeiten wie Organisation, Ablaufplanung, Personalwesen (u. a. Dienstliche Beurteilung der unterstellten Beamten und Angestellten) und Haushaltswesen in seinen Aufgabenbereich. Gewöhnlich wird ihm die Möglichkeit gegeben, Vorgaben von vorgesetzten Dienststellen in eigener Verantwortung zu regeln.
In der Regel gibt es in der Dienststelle des Polizeipräsidenten einen Führungsstab und gelegentlich auch eine Geschäftsstelle (z. B. Präsidialbüro). Polizeipräsidenten sind je nach Verwendung in ihrer originären Funktion Teil der Behördenleitung.
Die Vertretung des Polizeipräsidenten ist unterschiedlich geregelt. In einigen Bundesländern gilt folgendes: Ständiger Vertreter des Polizeipräsidenten ist der Leiter der Abteilung Einsatz in Personalunion als Polizeivizepräsident (PVP). Bei gleichzeitiger Abwesenheit des Polizeipräsidenten und seines Stellvertreters vertritt sie der rangälteste Leiter der Abteilung Einsatz. Eine weitere Stellvertretung ergibt sich außerhalb der Bürozeit: Die Vertretung wird durch den Höheren Beamten vom Dienst (HvD) wahrgenommen.
In einigen Bundesländern ist der Vertreter Leitender Polizeidirektor/Leitender Kriminaldirektor.

### Ausbildung, Voraussetzungen
Polizeipräsidenten sind Beamte des höheren Dienstes. Ein Direktzugang ist meist nicht möglich oder zumindest nicht üblich. Hiervon ausgenommen sind die Bundesländer, in denen der Polizeipräsident ein politischer Beamter ist (z. B. Nordrhein-Westfalen).

### Besoldung
Die Besoldung der Polizeipräsidenten ist in Deutschland Ländersache. Sie reicht von der Besoldungsgruppe B3 in Brandenburg bis zur Besoldungsgruppe B6 in Bayern (Polizeipräsident München) und Besoldungsgruppe B7 in Berlin (bei dem es sich der Sache nach allerdings zugleich um den Landespolizeipräsidenten handelt).

Der höchstdotierte Landespolizeipräsident ist der von Bayern (Besoldungsgruppe B8).

### Dienstgradabzeichen
Die grundsätzliche Gestaltung der Schulterstücke ist bundesweit für alle Polizeien einheitlich (seit 1976 bei den Polizeien der Länder, zwischen 2001 und 2005 beim Bundesgrenzschutz). Allen gemein ist ein goldener Stern, der (meist) partiell von Eichenlaub umschlossen wird.
| Dienstgradabzeichen von Polizeipräsidenten | Dienstgradabzeichen von Polizeipräsidenten | Dienstgradabzeichen von Polizeipräsidenten | Dienstgradabzeichen von Polizeipräsidenten |
| ------------------------------------------ | ------------------------------------------ | ------------------------------------------ | ------------------------------------------ |
|                                            |                                            |                                            |                                            |
| fig. 1                                     | fig. 2                                     | fig. 3                                     | fig. 4                                     |

- Legende
  - fig. 1: Abteilungsdirektor beim Polizeipräsidium Frankfurt am Main; Direktor der Bereitschaftspolizei (Brandenburg, Hamburg, Niedersachsen, Rheinland-Pfalz, Sachsen-Anhalt); Direktor (Polizei Berlin); Direktor des Instituts für Aus- und Fortbildung (Nordrhein-Westfalen); Polizeipräsident als Leiter einer Polizeidirektion (Sachsen); Polizeipräsident als Leiter des Präsidiums der Bereitschaftspolizei (Sachsen); Polizeipräsident als Leiter der Landespolizeidirektion Zentrale Dienste (Sachsen); Polizeivizepräsident (Baden-Württemberg, Bayern); Vizepräsident der Bereitschaftspolizei (Hessen); Abteilungspräsident in der Bundespolizei
  - fig. 2: Polizeipräsident (Baden-Württemberg, Bayern, Mecklenburg-Vorpommern (seit 1. März 2011)), Inspekteur der Polizei (Hamburg, Hessen, Mecklenburg-Vorpommern (bis 28. Februar 2011), Nordrhein-Westfalen, Rheinland-Pfalz, Sachsen); Landespolizeidirektor (Baden-Württemberg als Abteilungsleiter im Landespolizeipräsidium, Niedersachsen, Schleswig-Holstein, Saarland) Landesschutzpolizeidirektor (Berlin (bis Juli 2003), Sachsen-Anhalt); Erster Direktor beim Polizeipräsidenten in Berlin als Leiter des Stabes; Direktor/Direktor der Bundespolizeidirektion
  - fig. 3: Präsident der Bereitschaftspolizei (Hessen); Inspekteur der Bereitschaftspolizeien der Länder; Landespolizeidirektor in Berlin (bis 1993); Präsident der Landespolizei Brandenburg, Präsident eines Bundespolizeipräsidiums; Polizeipräsident Sachsen; Inspekteur der Polizei (Baden-Württemberg, Mecklenburg-Vorpommern (seit 1. März 2011), Hessen, Bayern (seit 11. November 2013)[8]); Polizeivizepräsident (Berlin).
  - fig. 4: Präsident des Bundespolizeipräsidiums; Landespolizeipräsident (Baden-Württemberg, Bayern, Hessen (seit 2011)); Polizeipräsident (Berlin).

Bei „Großlagen“ ist der Polizeipräsident meist Polizeiführer, wobei es hier auf die Aufbauorganisation der Dienststelle beziehungsweise der Landespolizei ankommt. Polizeipräsidenten von Behörden mit sehr großem Dienstbezirk nehmen diese Aufgabe seltener wahr als solche von Behörden mit kleinem Dienstbezirk.

## Österreich
Als Polizeipräsident wurde in Österreich nur der Leiter der (k.k.) Polizeidirektion Wien, seit 1920 der Bundespolizeidirektion Wien, bezeichnet – von 1873 bis zur Sicherheitsbehörden-Neustrukturierung 2012. Der Stellvertreter des Polizeipräsidenten wurde als Polizeivizepräsident bezeichnet. Seit 1. September 2012 trägt der Leiter der Landespolizeidirektion Wien den Titel Landespolizeipräsident, sein Stellvertreter den Titel Landespolizeivizepräsident.
Die Leiter der anderen Bundespolizeidirektionen in Österreich trugen bis zur Auflösung dieser Dienststellen am 1. September 2012 die Verwendungsbezeichnung Polizeidirektor und sind nunmehr Landespolizeidirektoren. Die seit 1873 abweichende Bezeichnung in Wien unterstrich die besondere Stellung Wiens als k.k. Reichshaupt- und Residenzstadt, später Bundeshauptstadt.
Polizeipräsident bzw. nunmehr Landespolizeipräsident von Wien ist seit 1. Jänner 2008 Gerhard Pürstl.

### Geschichte
Der Titel Polizeipräsident wurde erstmals von Kaiser Franz Joseph I. an Anton Ritter von Le Monnier verliehen, und zwar am 7. Juni 1873, zehn Tage vor Le Monniers Tod. Erster Leiter der Wiener Polizeidirektion, der den Präsidententitel tatsächlich führte, war daher Wilhelm Marx von Marxberg. Davor war auch in Wien die Bezeichnung Polizeidirektor in Verwendung. Links zu allen Wiener Polizeipräsidenten sind über die in den Lemmata der Präsidenten eingebaute Navigationsleiste zu finden.
Einer der bekanntesten (und umstrittensten) Polizeipräsidenten Wiens, Johann Schober, in der Ersten Republik dreimal Bundeskanzler, wurde vom letzten Kaiser, Karl I., am 11. Juni 1918, fünf Monate vor der Resignation des Monarchen, zum Leiter der k.k. Polizeidirektion Wien ernannt. Seine Ernennung zum Polizeipräsidenten kam aber erst am 30. November 1918 im republikanischen Deutschösterreich durch die Staatsregierung Renner I zu Stande. In der Zweiten Republik wurde der fast ausschließlich in Zivil auftretende Polizeipräsident Josef Holaubek legendär.

### Namen von Verkehrsflächen
In Wien wurden bisher drei Verkehrsflächen und eine Brücke nach ehemaligen Wiener Polizeipräsidenten benannt:
- 13., Dr.-Schober-Straße: benannt 1932 nach dem Polizeipräsidenten und Bundeskanzler Johann Schober
- 9., Nordbergstraße (beim Franz-Josefs-Bahnhof): benannt 1899 nach Karl Noé Edler von Nordberg, Geheimdienstchef von Fürst Metternich; nach Positionen in Wien, Mainz, Frankfurt, Innsbruck und Linz von Februar 1849 bis Dezember 1850 Stadthauptmann (Polizeidirektor) von Wien
- 9., Nordbergbrücke (1978 / 1982; Verbindungsbrücke zwischen Spittelauer Lände und Josef-Holaubek-Platz): siehe Nordbergstraße
- 9., Josef-Holaubek-Platz (zwischen Nordbergbrücke und Liechtenwerderplatz): Bundesamtsgebäude Josef-Holaubek-Platz Sitz des Bundeskriminalamtes, benannt im Jahr 2000 nach dem in den 1970er Jahren sehr populären Polizeipräsidenten Josef „Joschi“ Holaubek

### Dienstgradabzeichen
Im Jahr 2008 wurde im Zuge der Neuuniformierung ein neues Dienstgradabzeichen für den Polizeipräsidenten geschaffen. Die bisher verwendeten Dienstgradabzeichen werden nunmehr vom Generaldirektor für die öffentliche Sicherheit verwendet, welcher zuvor über keine Uniformtrageberechtigung verfügte.